# District de Qiaodong (Zhangjiakou)
Pour les articles homonymes, voir Qiaodong.
Le district de Qiaodong (桥东区 ; pinyin : Qiáodōng Qū) est une subdivision administrative de la province du Hebei en Chine. Il est placé sous la juridiction de la ville-préfecture de Zhangjiakou.
Lors du recensement de 2010, le district comptait 339 372 habitants. Le densité était alors de 822 habitants au km², la moyenne de la province étant à 383 habitants au kilomètre carré lors de cette même année. Il s'agit donc d'un district urbanisé.